# 本田哲郎
本田 哲郎（ほんだ てつろう、1942年（昭和17年）11月28日 - ）は、日本のカトリック教会司祭。

## 来歴
台湾・台中市生まれ。1965年上智大学神学部卒業、フランシスコ会に入会する。1971年司祭叙階。1972年上智大学大学院神学部修士課程修了。1978年ローマ教皇庁立聖書研究所卒業。1989年大阪市西成区あいりん地区の社会福祉法人ふるさとの家施設長、1998年退任。1991年より、大阪釜ケ崎にて、日雇い労働者に学びつつ聖書を読み直し、また「釜ケ崎反失業連絡会」などの活動に取り組んでいる。新共同訳聖書の編集委員。

## 著書
- 『イザヤ書を読む』（筑摩書房、こころの本、旧約聖書5） 1990
- 『小さくされた者の側に立つ神』（新世社） 1990
- 『抑圧された者の側に立つ神』（オリエンス宗教研究所） 1991
- 『続・小さくされた者の側に立つ神』（新世社） 1992
- 『釜ケ崎と福音 神は貧しく小さくされた者と共に』（岩波書店） 2006、のち岩波現代文庫 2015
- 『パウロの書簡』（新世社） 2009
- 『聖書が告げる社会正義 神はすべての人の救いのために「貧しい人」の側に立つ』（新世社） 2011
- 『聖書を発見する』（岩波書店） 2010、のち岩波オンデマンドブックス 2016

### 共著
- 『3・11以後とキリスト教』（荒井献, 高橋哲哉共著、ぷねうま舎） 2013
- 『本田哲郎対談集 福音の実り（仮）』（浜矩子, 宮台真司, 山口里子, M・マタタ） 2016
- 『聖書と歎異抄』（五木寛之、東京書籍） 2017

## 翻訳
- 『聖書が告げる社会正義 神はすべての人の救いのために「貧しい人」の側に立つ』（ハーマン・ヘンドリックス、新世社） 1994
- 『小さくされた人々のための福音 マタイ・マルコによる福音書』（新世社） 1997
- 『小さくされた人々のための福音 四福音書および使徒言行録』（新世社） 2001
- 『ローマ・ガラテヤの人々への手紙』（新世社） 2001
- 『コリントの人々への手紙』（新世社） 2004
- 『パウロの「獄中書簡」 フィリピ / コロサイ / エフェソの人々への手紙・フィレモンへの手紙』（新世社） 2004

## 参考
- 『現代日本人名録』2002